# Newzealandia nodosa
Newzealandia nodosa är en plattmaskart som först beskrevs av Arthur Dendy 1891.  Newzealandia nodosa ingår i släktet Newzealandia och familjen Geoplanidae. Inga underarter finns listade i Catalogue of Life.